# Verticillium effusum
Verticillium effusum är en svampart som beskrevs av G.H. Otth 1870. Verticillium effusum ingår i släktet Verticillium och familjen Plectosphaerellaceae.   Inga underarter finns listade i Catalogue of Life.